# Петеров, Николай Владимирович
Николай Владимирович Петеров (24 декабря 1945, Днепропетровск — 1 марта 2021, Калининград) — советский и российский актёр; народный артист Российской Федерации (1997).

## Биография
В 1966 году окончил актёрско-режиссёрский факультет Днепропетровского государственного театрального училища.
В 1983 году окончил государственный институт театрального искусства им. А. В. Луначарского (ГИТИС) по специальности «Организация планирования и управления театральным делом».
В 2009 году окончил Северо-Западную академию государственной службы по программе «Государственное и муниципальное управление».
В 1966—1967 годах — актёр Днепропетровского государственного русского драматического театра имени А.М. Горького.
В 1967—1972 годах — актёр Ашхабадского республиканского русского драматического театра имени А. С. Пушкина.
В 1972—2008 годах — актёр Калининградского областного драматического театра.
С мая 1995 по май 2008 года — актёр, режиссёр, художественный руководитель и директор Калининградского областного драматического театра.
В 2008—2015 годах — советник по культуре губернатора Калининградской области.
В 2001—2009 годах председатель Координационного совета первого состава Общественной палаты Калининградского области.
В 2009—2011 годах председатель Комиссии по культуре, сохранению историко-культурного и духовного наследия Общественной палаты Калининградской области.
С 2003 года член президиума регионального отделения общества «Россия-Польша».
С 1976 года являлся членом Союза театральных деятелей России.
В 2006—2007 годах входил в состав Общественной палаты Российской Федерации первого созыва, был членом Комиссии по вопросам развития культуры палаты.
В 2008—2009 годах входил в Общественную палату Российской Федерации второго созыва.
С 2011 года и до кончины — председатель Общественного совета при Управлении МВД России по Калининградской области.
Похоронен на Цветковском кладбище в Гурьевском районе Калининградской области.
За время работы в театрах сыграл более 180 ролей.
Особой любовью зрителей пользовались роли в спектаклях:
- «Преступление и наказание» — роль Раскольникова
- «Царь Федор Иоанович» — роль царя Федора
- «Бешеные деньги» — роль Глумова
- «Пер Гюнт» — роль Пера Гюнта
- «Дядя Ваня» — роль Астрова
- «Трёхгрошовая опера» — роль Мэкхита
- «Маскерад и фрукт» — роль Лермонтова
- «После казни прошу» — роль Шмидта
- «Соловьиная ночь» — роль Петра Бородина
- «Рэтро» — роль Леонида
- «Любовь под вязами» — роль Эбина

За время работы художественным руководителем Калининградского областного драматического театра для постановки спектаклей были приглашены 45 режиссёров из Российской Федерации (Москва, Санкт-Петербург), Латвии (Рига), Литвы (Вильнюс), Белоруссии (Минск) по личной договорённости Н. В. Петерова с руководителями театров: Национального академического театра им. Янки Купалы, Русского театра Якуба Колоса, Русского драматического театра Литвы, «Городского театра» из Польши (Эльблонг). Труппа областного драматического театра провела гастроли в этих городах, а коллективы названных театров провели ответные гастроли в городе Калининграде на площадке областного драматического театра.

## Роли в театре
- Август («Роза Бернд» — Гауптман Г.)
- Адам («Комедия в замке» — Мольнар Ф.)
- Алеша («Муж и жена снимут комнату» — Рощин М. М.)
- Андровский («Жаворонков, выйди!» — Шаргородские А.и Л.)
- Антон («Память Сердца» — Корнейчук А.)
- Арвираг («Цимбелин» — Шекспир У.)
- Астров («Дядя Ваня» — Чехов А. П.)
- Башкиренок («Виринея» — Сейфуллина Л. Н.)
- Беня Крик («Закат» — Бабель И. Э.)
- Борис («Гроза» — Островский А. Н.)
- Букин («Прощание в июне» — Вампилов А. В.)
- Вадим («Четыре креста на солнце» — Делендик А.)
- Валерик («Ожидание» — Арбузов А. Н.)
- Васенька («Старший сын» — Вампилов А. В.)
- Вася Борисов («Вызываются свидетели» — Эдлис Ю.)
- Вашухта («Храбрый Кикила» — Нахуцришвили Г., Гамрекели Г.)
- Герман («Таня» — Арбузов А. Н.)
- Глумов («Бешеные деньги» — Островский А. Н.)
- Гоша («Гроссмейстерский бал» — Штемлер И.)
- Гробовщик («Похороны в Калифорнии» — Ибрагимбеков Р.)
- Даниэль («Ловушка» — Тома Р.)
- Джек Берроу («В опиумном кольце» — Кварри Н.)
- Димка («Р. В. С.» — Гайдар А.)
- Доктор («Пьеса без названия» — Чехов А. П.)
- доктор («Уступи место завтрашнему дню» — Дельмар В.)
- Доктор Обух («Синие кони на красной траве» — Шатров М. Ф.)
- Доцент («Свалка» — Дударев А.)
- Дьюла («Проснись и пой!» — Дьярфаш М.)
- Евгений Огарышев («Репетитор» — Полонский Г.)
- Егор Седов («Дон Кихот ведет бой» — Коростылев В. В.)
- Егоров («Превышение власти» — Черных В.)
- Езепов («Ночные забавы» — Мережко В.)
- Жадов («Доходное место» — Островский А. Н.)
- Женя Кодиас («Интервенция» — Славин Л.)
- Жиган («Р. В. С.» — Гайдар А.)
- Жорка («Молилась ли ты на ночь, Дездемона?» — Тендряков В.)
- Зайка Зазнайка («Зайка-зазнайка» — Михалков С. В.)
- Золотарев («Гнездо глухаря» — Розов В. С.)
- Иван («По секрету всему свету» — Шульжик В.)
- Иванушка («Живая музыка» — Устинов Л.)
- Игорь («Ночь после выпуска» — Тендряков В. Ф.)
- Ион Скутару («Именем земли и солнца» — Друцэ И.)
- Кинг («Смотрите, кто пришел» — Арро В.)
- Кирилл («Аморальная история» — Брагинский Э., Рязанов Э.)
- Колесов («Прощание в июне» — Вампилов А. В.)
- король Карл («Жаворонок» — Ануй Ж.)
- Кравцов («Голубые олени» — Коломиец А.)
- Кранке («Колокол громкого боя» — Миосеев Л.)
- краснофлотец Граница («Офицер флота» — Крон А.)
- Кривая Нога («Великий волшебник» — Губарев В.)
- Кристиан («Сирано де Бержерак» — Ростан Э.)
- Кристиан Эрдман («Невиновный» — Хохвельдер Ф.)
- Лапшин («Особый объект Зет» — Зорин В., Чернышев Ю.)
- Лева Гликман («Гроссмейстерский бал» — Штемлер И.)
- Леонид («Ретро» — Галин А.)
- Леопольд («Спасение» — Салынский А. Д.)
- Лермонтов («Маскерад и фрунт» — Долгий В.)
- Лицо от автора («Энергичные люди» — Шукшин В. М.)
- Лятьевский («Поднятая целина» — Шолохов М. А., Демин П.)
- Макхит («Трехгрошовая опера» — Брехт Б.)
- Малыш («Бременские музыканты» — Шульжик В.)
- маркиз ди Поза («Дон Карлос» — Шиллер Ф.)
- Митя Хрустиков («В этом милом старом доме» — Арбузов А. Н.)
- Михаил Комаров («В гостях у Донны Анны» — Кургатников А.)
- Мужчина в гражданском («Завтра в семь» — Симонов К. М.)
- музыкант («Самый правдивый» — Горин Г. И.)
- Мэт («Замок Броуди» — Кронин А.)
- Николай («Прощание с любовью» — Позднева О.)
- О’Келли («Мария Стюарт» — Шиллер Ф.)
- Объедало («Два мастера» — Елисеев Ю.)
- Пер Гюнт («Пер Гюнт» — Ибсен Г.)
- Петя Нарышкин («Гостиница „Астория“» — Штейн А. П.)
- «Пётр Бородин» («Соловьиная ночь» В. Ежов)
- Питу («Смех лангусты» — Маррелл Дж.)
- Поп Бреттер («Босиком по парку» — Саймон Н.)
- поручик Дубов («Рассказы» — Чехов А. П.)
- Раскольников («Преступление и наказание» — Достоевский Ф. М.)
- Саша («Своей дорогой» — Ибрагимбеков Р.)
- Семен Булаев («Конец Хитрова рынка» — Безуглов А., Кларов Ю.)
- Сергей («Самый последний день» — Васильев Б.)
- Сергей («Ах, Маня!» — Щербакова Г.)
- Сережа («Проходной балл» — Константинов В., Рацер Б.)
- Сказочник («Снежная королева» — Шварц Е. Л.)
- Солдат («Финист-ясный сокол» — Шестаков Н.)
- Соленая глотка («Западня» — Золя Э., Гастино О.)
- Супрунов («Мнимые величины» — Нароков Н.)
- Таратута («Амнистия» — Матуковский Н.)
- Тимофей («Традиционный сбор» — Розов В. С.)
- Толя Жариков («Протокол одного заседания» — Гельман А. И.)
- третий заседающий («Святая святых» — Друцэ И.)
- участник переговоров («И дольше века длится день» — Айтматов Ч.)
- Федор Иванович («Зинуля» — Гельман А. И.)
- царевич Федор («Смерть Иоанна Грозного» — Толстой А. К.)
- царь Федор («Царь Федор Иоаннович» — Толстой А. К.)
- Чарльз («Королевские игры в Эльсиноре» — Йорданов Н.)
- Часовников («Океан» — Штейн А. П.)
- Шиндин («Мы, нижеподписавшиеся» — Гельман А. И.)
- Шмидт («После казни прошу…» — Долгий Р.)
- Эбин («Любовь под вязами» — О’Нил Ю.)
- Эгмонт («Эгмонт» — Гёте И.-В.)
- Эйлер («Директор театра» — Моцарт В.-А., Г.Стефани)
- Энрике («Цианистый калий…с молоком или без?» — Мильян Х. Х. А.)

## Награды и признание
- почетное звание «Заслуженный артист РСФСР» за заслуги в области советского искусства (1 марта 1990 года)
- почетное звание «Ветеран труда» (1996 год)
- почётное звание «Народный артист Российской Федерации» (Указ Президента Российской Федерации 9 ноября 1997 года)
- диплом лауреата премии «Признание» Петерову Н. В. исполнителю роли «Царя Федора» в спектакле "Царь Федор Иоанович (26 мая 1997 года)
- лауреат конкурса «Человек, события, время» в номинации «Мастер» г. Калининград (2004 год)
- диплом лауреата областной профессиональной премии «Признание», за спектакль «Соловьиная ночь» режиссер-постановщик Петеров Н. В. (6 апреля 2005 год)
- лауреат VI Всероссийского конкурса премии «Хрустальная роза Виктора Розова» г. Москва: 1 место за спектакль «Соловьиная ночь» режиссер-постановщик Петеров Н. В. (8 сентября 2007 год)
- медаль Виктора Розова «За вклад в отечественную культуру» (8 сентября 2007 года)
- медаль «За заслуги перед Калининградской областью». от губернатора Калининградской области Цуканова Н. Н. (21 декабря 2015 года)
- наградной знак «300 лет Балтийскому флоту» (2003 год) от командующего Балтийским флотом адмирала В. П. Валуева
- наградной знак «95 лет штабу Балтийского флота» от начальника штаба вице-адмирала А. И. Бражник (2003 год)
- памятный знак в честь 750-летия Калининграда (21 июня 2005 г.) от мэра г. Калининграда Ю. А. Савенко
- памятная медаль «60 лет Калининградской области» (29 июня 2006 г.) от губернатора Калининградской области Г. В. Бооса
- медаль «За укрепление боевого содружества» от Калининградской региональной общественной организации ОВД и ВВ (24 декабря 2015 года)
- памятная юбилейная медаль «60 лет Победы в Великой Отечественной войне 1941-45гг.» от Калининградской региональная общественная организация ОВД и ВВ и Председателя Российского комитета ветеранов войны, героя Советского союза генерала армии В. Л. Говорова (2005 год)
- юбилейная медаль «70 лет городу Калининграду» от председателя Городского Совета депутатов Кропоткина А. М. (26 апреля 2017 года)